# Hans Ræder
Hans Henning Ræder (født 11. oktober 1869 i København, død 4. juni 1959 sammesteds) var en dansk klassisk filolog.
Ræder tog skoleembedseksamen 1893; 1900 filosofisk doktorgrad ved: De Theodoreti Græcarum affectionum curatione quæstiones. Forud havde han under pseudonymet Bonifacius Spectator udgivet et filosofisk skrift, Ecce homo, en Samtale, 1904 i Leipzig en 
tekstudgave af Theodorets ovenanførte skrift, forberedt ved håndskriftstudier på rejser i Spanien og Italien; senere det store skrift: Platons filosofische Entwickelung (1905). Blandt mindre arbejder må nævnes: Platon og hans Forgjængere (1900) og en oversættelse af Platons Symposion (1907). Ræder forfattede forskellige tidsskriftafhandlinger og var medarbejder ved Corpus medicorum Græcorum og Dreyers udgave af Tycho Brahes værker. Han leverede mange bidrag til Salmonsens Leksikon. I 1904 fik Ræder Videnskabernes Selskabs guldmedalje. I 1921 blev han bibliotekar ved universitetets filologisk-historiske laboratorium. Ræder besørgede fra 1926 en udgave af Oribasios' skrifter. Fremdeles skrev han Platon og Syrakus (1927). I 1928 blev Ræder medlem af Videnskabernes Selskab.